# Ducula basilica
Il piccione imperiale panciacannella o piccione imperiale ventrerosso delle Molucche (Ducula basilica Bonaparte, 1854) è un uccello della famiglia dei Columbidi diffuso nelle Molucche settentrionali e centrali.

## Tassonomia
Comprende le seguenti sottospecie:
- D. b. basilica Bonaparte, 1854 - Molucche settentrionali;
- D. b. obiensis (Hartert, 1898) - isola di Obi (Molucche centrali).